# Naurissaaret
Naurissaaret är en ö i Finland. Den ligger i sjön Sumiainen och i kommunen Äänekoski i den ekonomiska regionen  Äänekoski ekonomiska region  och landskapet Mellersta Finland, i den centrala delen av landet, 290 km norr om huvudstaden Helsingfors. Öns area är 2,7 hektar och dess största längd är 300 meter i sydöst-nordvästlig riktning.  Notera att namnet antyder att det är fråga om flera öar.